# Vlag van Ávila

Traditionele vlag van de provincie Ávila

De Spaanse provincie Ávila voert geen officiële vlag. De traditionele vlag bestaat uit een rood veld met in het midden het provinciale wapen. Het wapen bestaat uit een combinatie van de gemeentewapens van Arenas de San Pedro, Piedrahíta, Arévalo, Cebreros, El Barco de Ávila en het hartschild Ávila.